# Alpakka
Az alpakka, pakfong vagy újezüst és ehhez hasonló összetételű ötvözetek nikkelből, rézből és cinkből állnak. Ezt az ötvözetet az idők folyamán sokféleképpen nevezték el. A 18. században ehhez hasonló összetételű ötvözetet Kínából hoztak Európába és elnevezték pakfongnak. Németországban 1824-ben két gyár foglalkozott gyártásával: a berlini Henniger elnevezte újezüstnek (Neusilber), a schneebergi Ernst August Geitner doktor gyára pedig argentánnak. Nemsokára Ausztriában és Franciaországban is megkezdték a gyártását, s ott alpakkának, itt pedig maillechort-nak (első készítőjük Maillet és Chorier után) nevezték. Amikor a fémmel való bevonás az iparban elterjedt, az alpakkát ezüstözni kezdték, s az ezüsthöz megszólalásig hasonlító áruk megint más nevet kaptak, itthon khinczi ezüstnek nevezték, a franciák at fenidnek, mások Christofie-fémnek, argiroidnak, argirolitnak, argirofánnak, elektropatnak, perui ezüstnek, tulaezüstnek, szimilargentnek stb. nevezik. Az alpakka szép fehér színe a nikkeltől, nyújthatósága a réztől, olvadékonysága és olcsósága a cinktől függ. Általában 12-26% nikkelből, 50-66% rézből és 20-40% cinkből áll, néhány fajtája vasat, ólmot, ónt, ezüstöt és kadmiumot is tartalmaz.

## Hagyományos gyártás
Az alpakka készítésekor először megömlesztették a cinket és a réz felét, és a keletkező ötvözetet lapokká öntötték ki, a réz megmaradt másik felét szénfedő alatt összeömlesztették a nikkellel és hozzáadták a legyártott réz-cink ötvözetet. Legjobb az az alpakka, amelyben a nikkeltartalom a réz 1/4-3/4-ét teszi ki. Ha kevés a nikkel, az ötvözet sárgás színű lesz. Ha sok a nikkel, igen kemény, nehezen megmunkálható (pl. önthető) fémet kapunk. 

## Tulajdonságai
Az alpakka keményebb, szívósabb, szilárdabb a sárgaréznél és éppúgy nyújtható, mint az, belőle lemezeket hengerelnek, drótokat húznak és rudakat kovácsolnak. Az alpakka fényezhető, törésfelülete kristályos. A vörös alpakka nyújthatósága a hőmérséklettel csökken, nagyobb hőmérsékletnél olyan merev lesz, hogy porrá törhető. Fehér izzásnál megolvad. 
- Olvadáspont: körülbelül 900 °C-tól,
- Sűrűség: 8,1 g/cm³ – 8,7 g/cm³ (összetételtől függően)

A hengerelt és húzott alpakka árunak finom szemcsés törése és szép hangja van. A levegő az ezüstnél is nehezebben oxidálja; a savanyú folyadékok megtámadják ugyan, ámbár nem olyan mértékben, mint a rezet és a sárgarezet; de kissé jobban, mint az ezüstöt, s ezért házi használathoz beezüstözik. Mivel az alpakka az ezüstnél olcsóbb és tartósabb, különösen asztalkészletek, ajtó- és ablakvasalások, pénzek stb. készítésére használták. Az alpakka legveszedelmesebb szennyezője az arzén, ami rideggé teszi, barnássárgára, sőt feketére festi; a vastól fehérebb, keményebb, tömöttebb, de kissé ridegebbé is lesz; az ón és ólom kis mennyiségben nem ártalmasak. A jó alpakkának ezüstfehér színe van; ha kétségünk van az iránt, vajon a fehér szín eredeti-e vagy pedig az ezüst-bevonattól ered, a tárgy felületét 1 rész káliumbikromát és 1 rész tiszta salétromsav keverékével nedvesítsük be, ez a beezüstözött tárgyat megvörösíti. Ha a próbakövön végighúzott alpakka porára tiszta salétromsavat öntünk és kevés konyhasót teszünk hozzá, akkor fehér csapadék-klórezüst keletkezik, ha a tárgyon ezüst bevonat volt.

## Evőeszközök kezelése
1. Alpakka tisztításához súrolószert nem szabad használni, mivel a fémfelület könnyen összekarcolódik.
2. Ha az alpakka foltos, 10%-os ecetbe mártott puha ruhával lehet átdörzsölni, azután vízzel leöblíteni. Ha a foltok mégis megmaradnának, alkohol, krétapor és szalmiákszesz keverékével lehet eltávolítani. Igen jó és egyszerű megoldás, az alpakka tárgyak burgonya főzőlevében való lemosása.
3. Ritkán használt alpakka tárgyakat száraz helyen kell tárolni, háztartási alufóliába vagy selyempapírba csomagolva, megvédhető az oxidálódástól.
4. Az alpakkából készült tárgyak forró szappanos vagy mosószeres vízzel tisztíthatók, majd bő hideg vízben le kell öblíteni és puha ronggyal kifényesíteni. Még hatásosabb a szappanos vízhez szalmiákszeszt is keverni (1 liter víz, 1 evőkanál szalmiákszesz).

## Magyar szabvány szerinti alpakkák
Az MSZ 12 398, 764 és 19628 szabvány szerinti alpakkák adatait a következő táblázat tartalmazza:
| Anyagminőség                           | Anyagminőség                           | Anyagminőség                           | Alp 58  | Alp 58 | Alp 62 | Alp 62 | Alp 65 |
| -------------------------------------- | -------------------------------------- | -------------------------------------- | ------- | ------ | ------ | ------ | ------ |
| Alkotók %                              | Alkotók %                              | Cu                                     | 58±1    | 58±1   | 62±1   | 62±1   | 65±1   |
| Alkotók %                              | Alkotók %                              | Ni                                     | 18±0,8  | 18±0,8 | 12±1   | 12±1   | 18±0,5 |
| Alkotók %                              | Alkotók %                              | Zn                                     | többi   | többi  | többi  | többi  | többi  |
| Szennyezők legfeljebb Pb+Fe+Sn+Mg+Mn % | Szennyezők legfeljebb Pb+Fe+Sn+Mg+Mn % | Szennyezők legfeljebb Pb+Fe+Sn+Mg+Mn % | 0,8     | 0,8    | 1      | 1      | 0,6    |
| Szilárdsági tulajdonságok              | Rm N/mm²                               |                                        | lemez   | rúd    | lemez  | rúd    | lemez  |
| Szilárdsági tulajdonságok              | Rm N/mm²                               | lágy                                   | 370     | 330    | 370    | 330    | 350    |
| Szilárdsági tulajdonságok              | Rm N/mm²                               | félkemény                              | 480     | 430    | 480    | 430    | -      |
| Szilárdsági tulajdonságok              | Rm N/mm²                               | kemény                                 | 580     | 520    | 580    | 520    | 480    |
| Szilárdsági tulajdonságok              | Rm N/mm²                               | rugókemény                             | 650     | -      | 650    | -      | -      |
| Szilárdsági tulajdonságok              | Rm N/mm²                               | különleges rugókemény                  | 720     | -      | -      | -      | -      |
| Szilárdsági tulajdonságok              | δ10 %                                  | lágy                                   | 30      | 25     | 30     | 25     | 30     |
| Szilárdsági tulajdonságok              | δ10 %                                  | félkemény                              | 12      | 10     | 12     | 10     | -      |
| Szilárdsági tulajdonságok              | δ10 %                                  | kemény                                 | 5       | 4      | 5      | 4      | 15     |
| Szilárdsági tulajdonságok              | δ10 %                                  | rugókemény                             | -       | -      | -      | -      | -      |
| Szilárdsági tulajdonságok              | δ10 %                                  | különleges rugókemény                  | -       | -      | -      | -      | -      |
| Szilárdsági tulajdonságok              | HV                                     | lágy                                   | ≤ 100   | 80     | ≤ 100  | 80     | ≤ 100  |
| Szilárdsági tulajdonságok              | HV                                     | félkemény                              | ≥ 135   | 100    | ≥ 135  | 100    | -      |
| Szilárdsági tulajdonságok              | HV                                     | kemény                                 | ≥ 170   | 140    | ≥ 170  | 140    | ≥ 135  |
| Szilárdsági tulajdonságok              | HV                                     | rugókemény                             | 190-220 | -      | ≥ 190  | -      | -      |
| Szilárdsági tulajdonságok              | HV                                     | különleges rugókemény                  | ≥215    | -      | -      | -      | -      |